# Liste der Kulturdenkmäler in Muxerath
In der Liste der Kulturdenkmäler in Muxerath sind alle Kulturdenkmäler der rheinland-pfälzischen Ortsgemeinde Muxerath aufgeführt. Grundlage ist die Denkmalliste des Landes Rheinland-Pfalz (Stand: 27. Juni 2022).

## Einzeldenkmäler
| Bezeichnung                          | Lage            | Baujahr | Beschreibung                                                       | Bild                           |
| ------------------------------------ | --------------- | ------- | ------------------------------------------------------------------ | ------------------------------ |
| Katholische Filialkirche St. Donatus | Dorfstraße Lage | 1878    | kleiner nachbarocker Saalbau mit Giebeldachreiter, bezeichnet 1878 | weitere Bilder Fotos hochladen |